# П'єр Полюс
П'єр Полюс (фр. Pierre Paulus; 16 березня 1881, Шатле, Ено, Бельгія — 17 серпня 1959, Брюссель, Бельгія) — бельгійський живописець.
Навчався у свого батька (скульптора-орнаменталіста) і в Академії мистецтв у Брюсселі. Писав реалістичні пейзажі промислових районів Борінажа; в картинах, присвячених життю валлонських шахтарів і металургів, створював монументальні образи людей праці. 
Твори: «Юність» (1909, ратуша, Шарлеруа), «Шахтарське селище» (Музей сучасного мистецтва, Брюссель), «Материнство», «Потонулий робітник» (1950). 